# Chapa
Chapa är en ort i Mexiko.   Den ligger i kommunen Teloloapan och delstaten Guerrero, i den södra delen av landet, 140 km sydväst om huvudstaden Mexico City. Chapa ligger 1 462 meter över havet och antalet invånare är 438.
Terrängen runt Chapa är kuperad. Runt Chapa är det ganska tätbefolkat, med 56 invånare per kvadratkilometer. Närmaste större samhälle är Teloloapan, 6,5 km nordväst om Chapa. I omgivningarna runt Chapa växer huvudsakligen savannskog.